# Joe Hunter
Joe Hunter, właśc. Joseph Edward Hunter (ur. 19 listopada 1927 w Jackson, zm. 2 lutego 2007 w Detroit) – amerykański pianista.
Pierwszy muzyk który podpisał kontrakt z wytwórnią Motown Records, współpracował między innymi z zespołem The Funk Brothers, z którym nagrał takie przeboje jak "Heat Wave" i "Pride And Joy". Po rozstaniu z wytwórnią, występował w hotelowych barach. W 2003 r., został nagrodzony Grammy za nagrany z Funk Brothers, album Standing In The Shadows Of Motown, a w kolejnym roku za całokształt twórczości.